# Balbalan
Balbalan est une municipalité de la province de Kalinga, aux Philippines. Lors du recensement de 2015, elle comptait 12195 habitants.

## Histoire de Balbalan
[Note: ces lignes sont extraites d'un article de Scott Magkachi Saboy]

### Aux origines
La ville tire son nom d'une pratique ancienne. On raconte que dans les conflits armés, des guerriers originaires du nord du Kalinga (probablement des Salegseg) avaient pour habitude de se retrouver au bord d'une crique pour élaborer leur plan d'attaque contre un village ou bien après l'attaque, pour laver (balbal, dans le dialecte local) leurs corps couverts de sang et leurs armes dans l'eau de la crique. Le site et ses alentours devinrent ainsi connus sous le nom de Balbalan. L'époque des guerres est bien loin et Balbalan est devenu l'un des endroits les plus paisibles du Kalinga, comme le raconte l'un de ses sous-groupes ethniques, les Salegseg.

### La conquête espagnole: au bout du monde
Les Espagnols effectuent au moins 10 incursions à l'intérieur des terres des Kalingas entre le début du XVIIe siècle et la fin du XIXe, dont 4 depuis l'Ouest (Abra), avec comme priorité les régions de Banao et Guinaang. Malgré l'implantation d'une station de télégraphe à Balbalasang, où ils mettent d'ailleurs en place le célèbre leader banao Juan Puyao comme gobernadorcillo (ou conseiller), et la création d'une piste Ilocos-Abra-Kalinga-Cagayan, ils ne parviennent pas à établir un contrôle militaro-politique total sur le Kalinga.
Avant l'arrivée des Américains au Kalinga, les sous-groupes ethniques installés à Balbalan étaient, comme les autres communautés kalingas de l'époque, organisés selon un système indigène de gouvernement local opérant au sein d'un "groupe de parenté bilatérale" circonscrit par des frontières territoriales semi-permanentes.
Cette période vit l'émergence de plusieurs chefs de communauté souvent mentionnés dans les récits oraux de Balbalan : Sagaoc, Balutoc, Masadao, Gaddawan, Dawegoy, Lang-ayan, Bayudang, Gammong, etc.

### L'ère américaine: vers le courant dominant
Lorsque les Américains imposèrent leur système de gouvernement sur l'archipel, les terres des Kalingas devinrent l'un des points culminants de leur "campagne de pacification". Le 18 août 1907, le Kalinga, alors une sous-province de Lepanto-Bontoc, tomba sous le contrôle du Lieutenant-Gouverneur Walter Franklin Hale, qui établit le siège de son gouvernement à Lubuagan, d'où il divisa la sous-province en 4 districts :  Tinglayan-Tanudan, Balbalan-Pasil, Pinukpuk-Tobog (Tabuk) et Liwan (Rizal).
Une année plus tard exactement, l'Acte 1870 de la Commission des Philippines fusionnait la province de la Vieille Montagne (prise à Luzon Nord) avec Kalinga, en faisant l'une de ses 5 sous-provinces. Kalinga fut immédiatement réorganisée en 5 districts municipaux — Lubuagan (incluant Tanudan et Pasil), Balbalan (incluant Balinciagao), Tabuk (incluant Liwan ou Rizal), Tinglayan et Pinukpuk —, chacun géré par un président. Parmi ces chefs municipaux, on trouve Puyao, qui remplit cette fonction pendant près de 24 ans sous 5 gouverneurs sous-provinciaux : Walter F. Hale (1907–1915), Alex F. Gilfilan (1915), Samuel E. Kane (1915–1919), Tomas Blanco (1918–1923) et Nicasio Balinag (1923–1936). Puyao ne se présenta pas lors des premières élections locales organisées dans la région en 1934 et ce fut Awingan qui lui succéda. Trois ans plus tard, les chefs municipaux prirent le nom de “Maires de districts municipaux”.
Peu de choses sont connues de l'organisation politique de la municipalité sous l'occupation japonaise des Philippines, sauf qu'en 1942, une garnison japonaise fut établie à Balbalan, ainsi qu'à Lubuagan et à Tabuk.

### L'après-guerre: tracer un chemin
La province de la Vieille Montagne fut régularisée en tant que province de première classe en 1959 et des élections locales furent organisées à la suite. A Balbalan, Pedro Sagalon fut élu maire (Sugguiyao, 23). De la naissance de la province de la Vieille Montagne le18 juin 1966 à 1988, les données relatives à la succession des maires de Balbalan manquent cruellement. Depuis 1988 toutefois, les registres de gouvernement listent les personnes suivantes : Leonardo Banganan (1988–1992), Edward Calumnag (1992–1995), Rosendo Dakiwag (1995–2001) et Allen J.C. Mangaoang (2001-2013).
La direction actuelle de Balbalan prend un sens spécial aux yeux de ceux qui craignaient que la mort de Juan Puyao en 1948 ne signifie la fin de sa lignée familiale en politique. Pour reprendre les mots de l'historien de Kalinga, Miguel Sugguiyao (1990, 39) :
"Feu Juan Puyao fut reconnu comme leader de premier plan non seulement dans son petit coin de Balbalan mais dans tout le Kalinga, de même que dans la province entière de la Montagne.Depuis sa mort en 1948 et jusqu'à ce jour (1982), aucun de ses descendants n'est encore sorti de l'ombre pour diriger le Kalinga."

## Barangays
Balbalan est divisé en 14 barangays.
- Ababa-an
- Balantoy
- Balbalan Proper
- Balbalasang
- Buaya
- Dao-angan
- Gawa-an
- Mabaca
- Maling (Kabugao)
- Pantikian
- Poswoy
- Poblacion (Salegseg)
- Talalang
- Tawang

## Démographie
| Recensement de la population             | Recensement de la population | Recensement de la population |
| Année                                    | Pop.                         | ±%                           |
| ---------------------------------------- | ---------------------------- | ---------------------------- |
| 1918                                     | 6,238                        | —                            |
| 1939                                     | 5,670                        | −0.45%                       |
| 1948                                     | 6,184                        | +0.97%                       |
| 1960                                     | 7,605                        | +1.74%                       |
| 1970                                     | 6,518                        | −1.53%                       |
| 1975                                     | 7,552                        | +3.00%                       |
| 1980                                     | 9,168                        | +3.95%                       |
| 1990                                     | 10,147                       | +1.02%                       |
| 1995                                     | 11,742                       | +2.77%                       |
| 2000                                     | 11,934                       | +0.35%                       |
| 2007                                     | 12,012                       | +0.09%                       |
| 2010                                     | 12,082                       | +0.21%                       |
| 2015                                     | 12,195                       | +0.18%                       |
| Source : Philippine Statistics Authority |                              |                              |

Lors du recensement de 2015, la population de Balbalan comptait 12195 habitants avec une densité de 22 habitants par km2.